# Andréasz Mihalópulosz
Andréasz Mihalópulosz, görögül: Ανδρέας Μιχαλόπουλος (Pátra, 1948. február 23. – 2022. január 4.) válogatott görög labdarúgó, csatár, edző.

## Pályafutása

### Klubcsapatban
1966 és 1979 között a Panahaikí labdarúgója volt. Összesen 135 bajnoki mérkőzésen szerepelt a csapatban és 30 gólt szerzett.

### A válogatottban
1973. február 21-én egy alkalommal szerepelt a görög válogatottban egy Spanyolország elleni vb-selejtező-mérkőzésen. A málagai találkozó 3–1-s spanyol győzelemmel ért véget. Mihalópulosz helyére a 82. percben Konsztandínosz Papaioánu állt be.

### Edzőként
1984 és 2010 között főleg görög klubcsapatoknál dolgozott edzőként. Korábbi klubjának, a Panahaikínak négy alkalommal volt a vezetőedzője (1984–85, 1987, 1988–1993, 1996–97). Az Apólon Zmírnisz szakmai munkáját három időszakban irányította (1998–99, 2000, 2003–04). A Kalamáta csapatánál kétszer dolgozott vezetőedzőként (2006–07, 2008). Tevékenykedett még a Panszeraikósz, a Panióniosz, a Xánthi, a Láriszasz, a Proodeftikí, a Jánina, a Patraikósz, a Thíela Patrón és a Kórinthosz csapatainál is.
2000 és 2002 között a görög U21-es válogatott szövetségi kapitánya volt.

## Sikerei, díjai
Panahaikí
- Görög kupa
  - gólkirály: 1967 (4 gól, holtversenyben, Konsztandínosz Nikolaídisszal)

## Statisztika

### Mérkőzése a görög válogatottban
| Görögország | Görögország       | Görögország                 | Görögország   | Görögország | Görögország | Görögország  | Görögország | Görögország |
| #           | Dátum             | Helyszín                    | Hazai         | Eredmény    | Vendég      | Kiírás       | Gólok       | Esemény     |
| ----------- | ----------------- | --------------------------- | ------------- | ----------- | ----------- | ------------ | ----------- | ----------- |
| 1.          | 1973. február 21. | Málaga, Estadio La Rosaleda | Spanyolország | 3 – 1       | Görögország | vb-selejtező | -           | 82'         |
|             | Összesen          |                             |               | 1           | mérkőzés    |              | 0           | gól         |